# Número de Rossby
El número de Rossby (Ro) es un número adimensional utilizado para describir flujos en los océanos y en la atmósfera terrestre. Caracteriza el cociente entre la aceleración de un fluido y la fuerza de Coriolis debida a la rotación planetaria.

## Etimología
El número de Rossby es llamado así en honor a Carl-Gustaf Rossby. Al número de Rossby se le denomina a veces como número de Kibel en honor del meteorólogo y matemático ruso Iliá Afanasévich Kíbel.

## Simbología
| Símbolo                       | Nombre                                   | Unidad |
| ----------------------------- | ---------------------------------------- | ------ |
| {\displaystyle \mathrm {Ro} } | Número de Rossby                         |        |
| {\displaystyle a}             | Aceleración                              | m / s2 |
| {\displaystyle f}             | Frecuencia de Coriolis                   | s-1    |
| {\displaystyle L}             | Longitud                                 | m      |
| {\displaystyle m}             | Masa                                     | kg     |
| {\displaystyle {\dot {m}}}    | Flujo másico                             | kg / s |
| {\displaystyle t}             | Tiempo                                   | s      |
| {\displaystyle u}             | Velocidad                                | m / s  |
| {\displaystyle \Omega }       | Velocidad angular de rotación planetaria | s-1    |
| {\displaystyle \phi }         | Latitud                                  |        |

## Descripción
Se define como:
{\displaystyle \mathrm {Ro} ={\frac {\text{Fuerza de aceleración}}{\text{Fuerza de Coriolis}}}}
|               | 1                                                                                 | 2                                                               | 3                                                               | 4                                                               |
| ------------- | --------------------------------------------------------------------------------- | --------------------------------------------------------------- | --------------------------------------------------------------- | --------------------------------------------------------------- |
| Ecuaciones    | {\displaystyle \mathrm {Ro} ={\frac {m\ a}{{\dot {m}}\ L\ (2\Omega \sin \phi )}}} | {\displaystyle a={\frac {u}{t}}}                                | {\displaystyle {\dot {m}}={\frac {m}{t}}}                       | {\displaystyle f=2\Omega \sin \phi }                            |
| Sustituyendo  | {\displaystyle \mathrm {Ro} ={\frac {m\ (u/t)}{(m/t)\ L\ (f)}}}                   | {\displaystyle \mathrm {Ro} ={\frac {m\ (u/t)}{(m/t)\ L\ (f)}}} | {\displaystyle \mathrm {Ro} ={\frac {m\ (u/t)}{(m/t)\ L\ (f)}}} | {\displaystyle \mathrm {Ro} ={\frac {m\ (u/t)}{(m/t)\ L\ (f)}}} |
| Simplificando | {\displaystyle \mathrm {Ro} ={\frac {u}{L\ f}}}                                   | {\displaystyle \mathrm {Ro} ={\frac {u}{L\ f}}}                 | {\displaystyle \mathrm {Ro} ={\frac {u}{L\ f}}}                 | {\displaystyle \mathrm {Ro} ={\frac {u}{L\ f}}}                 |

{\displaystyle \mathrm {Ro} ={\frac {u}{L\ f}}}
Cuando el número de Rossby tiene valores elevados la fuerza Coriolis no es importante respecto de la centrífuga y no es necesario considerarla.  Cuando el número de Rossby es pequeño (Ro<<1), son los efectos de la aceleración del fluido los que no son importantes. En este caso se puede utilizar la aproximación geostrófica.